# Pseudovermilia holcopleura
Pseudovermilia holcopleura är en ringmaskart som beskrevs av ten Hove 1975. Pseudovermilia holcopleura ingår i släktet Pseudovermilia och familjen Serpulidae. Inga underarter finns listade i Catalogue of Life.